# 大河原村 (埼玉県)
大河原村（おおかわらむら）は埼玉県の西部、秩父郡に属していた村。

## 地理
- 河川：槻川、御堂川

## 歴史
- 1889年（明治22年）4月1日 町村制施行により、御堂村、奥沢村、安戸村が合併し秩父郡大河原村が成立する。
- 1956年（昭和31年）8月1日 槻川村と合併し東秩父村を新設する。